# 커샌드라 젱킨스
커샌드라 젱킨스(영어: Cassandra Jenkins, 1983년 ~ }는 미국의 음악가, 싱어송라이터로, 뉴욕 브루클린에서 활동한다.

## 어린 시절과 교육
커샌드라 젱킨스는 뉴욕에서 생활하던 음악가 집안에서 태어났으며, 어렸을 때부터 기타를 연주하고 노래를 불렀다. 12살이 되기 전에는 가족과 함께 축제에서 포크 음악을 부르며 일종의 투어를 진행하였다.
젱킨스는 로드아일랜드 디자인 학교에 진학하며 비주얼 아트에 대해 공부하였고, 이후 2년 동안 더 뉴요커에서 편집 보조 일을 하였다.

## 경력
젱킨스는 2013년 4월 첫 익스텐디드 플레이인 “EP”를 발매하였으며, 그로부터 4년 뒤인 2017년에 첫 정규 음반인 “Play Till You Win”을 발매하였다. 두 번째 정규 음반인 “An Overview on Phenomenal Nature”는 2021년 2월에 발매되어 음악 평단으로부터 찬사를 받았다. 그리고 조시 코프먼이 참여하였다.
젱킨스는 앨레너 프리드베르거와 크레이그 핀의 백업 멤버로도 활동하였다. 또한 데이비드 버먼이 사망하기 전에는 퍼플 마운틴스와 함께 투어를 돌 계획이었다.

## 디스코그래피

### 정규 음반
- Play Till You Win (2017)
- An Overview on Phenomenal Nature (2021)

### EP
- EP (2013)

### 라이브 음반
- Cassandra Jenkins on Audiotree Live' (2018)
- Live in Foxen Canyon (2018)

### 싱글
- Rabbit (2013)
- Perfect Day (2014)
- Hotel Lullaby (Acoustic) (2019)
- Things To You (2020)
- Michelangelo (2021)